# Ignatówka (obwód wołyński)

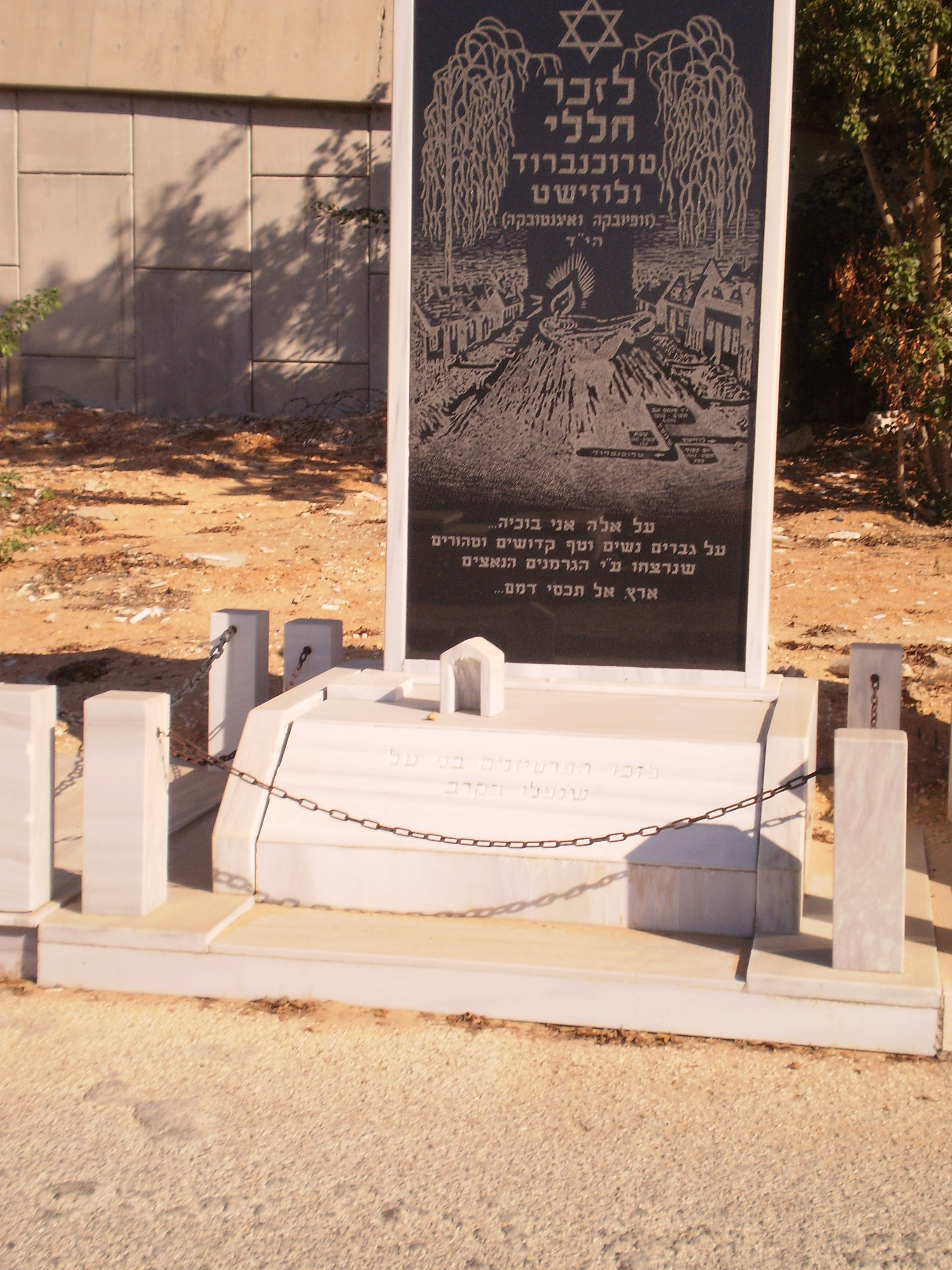
Pomnik pamięci Żydów z Zofiówki i Ignatówki na cmentarzu w Holon

Ignatówka (jid. לוז'ישט Łoziszt, ang. Lozisht, ukr. Лозішт, Гнатівка) – nieistniejąca kolonia, obecnie na Ukrainie w rejonie łuckim.

## Położenie
W II Rzeczypospolitej w gminie Silno, w powiecie łuckim, w województwie wołyńskim. Miejscowość znajdowała się około 45 km na zachód od Równego i około 30 km na wschód od Łucka.

## Historia
Ignatówka zwana Łoziszt, została założona w 1838 r. jako żydowska kolonia rolnicza na północny zachód od żydowskiego miasteczka Zofiówka. W 1897 r. liczyła ona 567 Żydów na 2800 dunamów ziemi. Ich liczba wzrosła i na początku XX w. osiągnęła 1204 osób, a w 1921 r. 585, w tym 577 Żydów (98,6%). Za panowania cara Mikołaja I (lata 30. XIX w.) w rosyjskim regionie osadnictw znajdowały się dwie wspólnoty żydowskie, znane pod nazwami Truchenbrod (Zofiówka) i Łoziszt (Ignatówka), które utworzyły wspólnotę. Podczas rewolucji październikowej w 1917 r. dzięki zorganizowanej samoobronie Żydzi nie ponieśli strat. Podczas I wojny światowej Ignatówka została zniszczona, a wszyscy Żydzi wyjechali, w większości do kolonii barona Maurice'a de Hirscha w Argentynie. 
Po ogłoszeniu Ukraińską Centralną Radą 20 listopada 1917 III Uniwersału o powstaniu Ukraińskiej Republiki Ludowej w federacji z Republiką Rosyjską, a 22 stycznia 1918 IV Uniwersału o pełnej niepodległości URL (wobec dokonania przez bolszewików 19 stycznia 1918 bezprawnego rozwiązania Konstytuanty Rosji) miasteczko weszło w skład tego państwa. Od 29 kwietnia 1918 po 26 grudnia 1918 wchodziło w skład powstałego pod protektoratem niemieckim Państwa Ukraińskiego, czyli Hetmanatu, Głową, którego był Hetman Pawło Skoropadski. Po utworzeniu w nocy z 13 na 14 listopada na tajnym posiedzeniu Związku Narodowego Dyrektoriatu URL (pod przewodnictwem Wołodymyra Wynnyczenki do 10 lutego 1919, następnie Symona Petlury) a następnym upadku Hetmanatu wobec powstania antyhetmańskiego nowe władze ogłosiły 26 grudnia 1918 przywrócenie Ukraińskiej Republiki Ludowej.
Po I wojnie światowej Zofiówka i Ignatówka zostały włączone w obszar niepodległej Polski.  W 1921 r.  mieszkało tu 585 osób, w tym 577 Żydów (98,6%). Po wojnie uszkodzone folwarki zostały odnowione przy pomocy komitetu ds. dystrybucji, którego przedstawiciel miał siedzibę w mieście powiatowym. Żydzi utrzymywali się głównie z mleczarstwa. W międzywojniu Ignatówka była niezależną społecznością. Przywoływali tam dwaj rabinowie: rabin Zalman Schuster i rabin Szymon Goldstein. W latach 20. XX w. były dwie synagogi. Prawie wszyscy Żydzi byli chasydami.
Większość młodzieży z Ignatówki należała do ruchu Betar, który otworzył tam oddział w 1932 r. Grupy Betar i Hechalutz z całej Polski przybywały do Ignatówki na szkolenia rolnicze. W latach 20. XX w. kilku Żydów wyemigrowało do Erec Israel. W przededniu II wojny światowej w Ignatówce mieszkało 900 osób. Na początku II wojny światowej i po zawarciu paktu między nazistowską III Rzeszą a ZSRR wschodnie obszary Polski, w tym Wołyń, zostały przeniesione pod sowiecką jurysdykcję. Wraz z przybyciem Sowietów grupa 20 członków syjonistycznych ruchów młodzieżowych, głównie Betar, przekroczyła granicę i udała się do Wilna. W 1941 dotarli do Erec Israel, gdzie większość przyłączyła się do ruchu Lechi. Podczas rządów sowieckich w Zofiówce osiedlili się żydowscy uchodźcy z okupowanej Polski, a liczba jej mieszkańców wzrosła do 3500. W tym samym czasie liczba Żydów w Ignatówce wzrosła do 1200.